# Charles de Provence
Charles de Provence (sûrement 845– 25 janvier 863), est le troisième fils de Lothaire Ier et de son épouse Ermengarde ; il fut roi de Bourgogne Cisjurane et duc de Provence de 855 à sa mort.

## Biographie

### Hypothèses sur sa date de naissance
Parmi les faits avérés, on sait que ses parents se marient en octobre 821, que sa mère décède en 851 et que Charles est le dernier fils de Lothaire. Avec si peu d'informations établies des historiens comme René Poupardin considèrent que la date de naissance de Charles est à peu près inconnue, en soulignant notamment la fragilité des autres sources ou indices disponibles.
D'autres historiens en revanche exploitent ces quelques sources complémentaires. Robert Parisot, par une série de considérations ingénieuses, arrive à la conclusion que cette date serait postérieure à 838-840. D'autres remarquent que Charles est qualifié de puer en 855 et que dans ces conditions il serait né après  840-841. Si donc on suit ces deux hypothèses, la date de naissance de Charles serait postérieure à 840.
Quant à la Foundation for Medieval Genealogy (FMG), elle indique la date de 845, en précisant
que cette date est incertaine et qu'il n'a pas été trouvé de source fiable pour l'affirmer.

### Une accession difficile

Division de l'empire de Lothaire 1er après le traité de Prüm (855). En orange, les territoires de Charles.

Peu avant la mort de son père, il hérite en 855, lors du traité de Prüm, de la Provence et de la Bourgogne Cisjurane (régions toutes deux issues du démantèlement du royaume de Bourgogne, situées entre la vallée du Rhône et les Alpes), constituant un territoire appelé par la suite « royaume de Provence ».
Cette succession, contestée par ses frères, reçoit toutefois l'appui des seigneurs provençaux qui par leur résistance (856) obligent Lothaire II et Louis II à renoncer à leur projet d'usurpation. C'est ainsi qu'à Orbe, près du lac Léman, un jour resté inconnu de l’année 856, les trois frères, après avoir failli en venir aux mains, font finalement la paix.
Cet accord confirme à Charles la possession de la Provence et du duché de Lyon.

### Un règne peu connu
À son avènement, Charles est encore un enfant de santé fragile, souffrant en particulier d'épilepsie. Aussi l'administration de son domaine est confiée à son précepteur, Girart de Vienne, appelé parfois Girard de Roussillon. La cour réside à Vienne qui devient la capitale de ce Royaume au détriment d'Arles jusqu'au début du Xe siècle.

#### Événements

Diplôme de Charles de Provence qui confirme les privilèges de l'abbaye de l'Île Barbe, 861, archives du Rhône.

D'une manière globale, le règne de Charles est peu connu en raison de la rareté des sources.
En 859, un traité est conclu entre Charles et son frère Lothaire II de Lotharingie, aux termes duquel Charles reconnaît ce dernier comme son héritier.
Cette même année et l'année suivante, les Vikings, menés par Hasting, étant passés en Méditerranée, dévastent le territoire d'Arles à défaut de la cité. Ayant hiverné en Camargue lors de l'hiver très rigoureux de 859/860, ils remontent au printemps le Rhône avant d'être défaits par Girart de Roussillon probablement au niveau de Valence, et continuent ensuite leur raid vers l'Italie. Les Annales de Saint-Bertin précisent : 
« (en 859) Les pirates danois, ayant fait un long circuit en mer, car ils avaient navigué entre l'Espagne et l'Afrique, entrent dans le Rhône, ravagent plusieurs villes et monastères, et s'établissent dans l'île dite la Camargue...
(en 860) Ceux de ces Danois qui s'étaient établis sur le Rhône parvinrent, toujours dévastant, jusqu'à la cité de Valence ; puis, après avoir ravagé toutes les parties circonvoisines, retournèrent à l’île où ils avaient pris leur demeure... Les Danois qui étaient sur le Rhône vont vers l'Italie, prennent et dévastent Pise et d'autres cités. »
Mais ces dangers sont loin d'être les seuls, car Charles vit toujours sous la menace de ses parents et voisins. En 861, prenant prétexte d’un appel d’une partie de l’aristocratie provençale, dont le « puissant comte d’Arles Fourrat », Charles le Chauve, qui avait vécu jusque-là en bonne intelligence avec son neveu, tente d’annexer la Provence. Mais battu par Girard de Roussillon Charles le Chauve ne dépasse pas Mâcon. Selon René Poupardin, ce serait à cette expédition manquée que la tradition rattacherait la bataille dite de Vaubeton,. Cette tentative d'annexion de la Provence est également mentionnée dans les annales de Saint-Bertin.
On sait également que Charles assiste à plusieurs conciles francs tels celui de Savonnières, près de Toul en juin 859  ou celui qui se tient le 22 octobre 860 non loin de « Foui », à Tuzey, intégré depuis à la commune de Vaucouleurs dans le département de la Meuse.

#### Entourage
Sur son entourage, en dehors de Girard de Vienne et de Fulcrad qui à cette époque peut être considéré comme marquis de Provence, on est assez mal renseigné. Les souscriptions de l'assemblée de Sermorens, assemblée tenue vers 858-860, donnent toutefois quelques noms : Arnulf, Autran, Beier, Ucpold, Barnard, Ingebran, Gérung... On trouve également un comte appelé Aldrigus (ou Alderic), probablement le Aldric que l'historien René Poupardin pense avoir été comte d'Orange. Poupardin mentionne aussi un certain comte Wigeric, peut-être parent de Girard, connu pour ses démêlés avec Agilmar, l'archevêque de Vienne.
Quant aux ecclésiastiques, le seul paraissant avoir eu une influence significative est Rémi, l'archevêque de Lyon. Toutefois on connaît aussi son notaire Áurélien, que l'on croit avoir été abbé d'Ainay et son chancelier Bertraus, probablement diacre de l'église de Lyon et l'un des savants professeurs de théologie de cette école florissante au neuvième siècle. L'abbé Lebeuf suppose qu'il est un maître ou disciple du diacre Florus.

### Une succession convoitée
À la mort de Charles le 25 janvier 863, probablement à Lyon, son royaume est ébranlé par des troubles, et Lothaire II, contrairement à l'accord de 859, ne peut imposer son autorité sur la totalité du royaume de Charles. Seuls les comtés de Lyon, Vienne et Vivarais, avec l'aide de Girart de Vienne, lui reviennent tandis que la Provence, c'est-à-dire les provinces ecclésiastiques d'Arles, d'Aix et d'Embrun, passe, quant à elle, sous l'autorité directe de son frère aîné Louis II d'Italie, empereur d'Occident et roi d'Italie.

### Sources et bibliographie
- Louis de Mas Latrie  -  Bibliothèque de l'école des chartes, année 1840, volume 1, numéro 1, Diplôme inédit de Charles, roi de Provence. 862, pp. 491-497 ici.
- René Poupardin - Le Royaume de Provence sous les Carolingiens - É. Bouillon - Paris, 1901 ici et Marseille, 1974 (réédition 1901).
- L.Mirot, R.Louis - La Bataille de Vaubeton dans la légende épique et dans l'histoire - Extrait de la Romania - Paris, H. Champion, 1932.
- Pierre Riché, Les Carolingiens, une famille qui fit l'Europe, Paris, Hachette, coll. « Pluriel », 1983 (réimpr. 1997), 490 p. (ISBN 2-01-278851-3, présentation en ligne).
- Jean-Charles Volkmann, Bien connaître les généalogies des rois de France, Éditions Gisserot, 1999, 127 p. (ISBN 978-2-87747-208-1).
- Michel Mourre, Le Petit Mourre. Dictionnaire d'Histoire universelle, Éditions Bordas, avril 2007 (ISBN 978-2-04-732194-2).